# Grüner Pfeil

Grüner Pfeil im Grünlicht einer Lichtzeichenanlage

Der grüne Pfeil in der Streuscheibe des grünen Ampellichtes regelt den Verkehrsfluss von Fahrzeugen an Kreuzungen und Einmündungen.

Zeichen 720: Grünpfeil

Der „grüne Pfeil“ ist nicht zu verwechseln mit dem Grünpfeil, einem nach rechts gerichteten Pfeil auf einer kleinen Blechtafel rechts neben dem roten Licht des Signalgebers (in Deutschland: § 37 Abs. 2 Nr. 1 Unterabsatz 8 StVO, Zeichen 720).

## Deutschland
Der grüne Pfeil bedeutet in Deutschland, dass der Verkehr „nur in Richtung des Pfeiles […] freigegeben“ ist.
Nach der Verwaltungsvorschrift zur Straßenverkehrs-Ordnung darf „solange ein grüner Pfeil gezeigt wird, […] kein anderer Verkehrsstrom Grün haben, der den durch den Pfeil gelenkten kreuzt; auch darf Fußgängern, die in der Nähe den gelenkten Verkehrsstrom kreuzen, nicht durch Markierung eines Fußgängerüberwegs Vorrang gegeben werden.“ Mit diesem grünen Pfeil wird also eine konfliktfreie Fahrt (je nach Pfeilrichtung: links, geradeaus, rechts oder in die Richtungen des Kombinationspfeils) über den Knotenpunkt signalisiert. Schwarze Pfeile auf grünem Grund dürfen nicht verwendet werden, um die Verwechslungsgefahr mit einer grünen Vollscheibe zu reduzieren. Für den Verkehr, für den ein grüner Pfeil gezeigt wird, gilt ein allgemeines Rotlicht an selber Stelle nicht.
Hinter der Kreuzung kann ein grüner Pfeil nach links als Räumpfeil gezeigt werden, wenn die Freigabe am Hauptsignal über eine Vollscheibe erfolgte. Dieser signalisiert, dass ein abbiegender Verkehrsteilnehmer den Knotenpunkt konfliktfrei räumen kann, also beispielsweise dem Gegenverkehr keinen Vorrang gewähren muss, da dieser nicht mehr freigegeben ist. Räumpfeile entbinden nicht von der vorhergehenden Beachtung des Hauptsignals.

## Schweiz
In der Schweiz heißt es in der Signalisationsverordnung (SSV) in Bezug auf die Regelung mit grünem Pfeil in Art. 71 Abs. 3: „Lichtsignale müssen das Zusammentreffen von Fahrzeugen aus verschiedener Richtung, ausser von Linksabbiegern mit dem Gegenverkehr, verhindern. Wird die Fahrt durch grüne Pfeile ohne gelbes Blinklicht (Art. 68 Abs. 3) freigegeben, muss auch das Zusammentreffen von abbiegenden Fahrzeugen mit Fussgängern in der Querstrasse und von Linksabbiegern mit dem Gegenverkehr ausgeschlossen sein.“ 
Der Gegenverkehr und die parallelen Fußgänger können in der Schweiz trotz grünem Pfeil freigegeben werden. In diesem Fall muss aber ein gelbes Blinklicht (ohne Symbol) neben der Grünkammer angezeigt werden. Hierzu heißt es in der SSV in Art. 68 Abs. 3: „Grüne Pfeile gestatten den Verkehr in der angezeigten Richtung. Blinkt daneben gleichzeitig ein gelbes Licht, müssen abbiegende Fahrzeuge dem Gegenverkehr (Art. 36 Abs. 3 SVG) und den Fussgängern oder Benützern von fahrzeugähnlichen Geräten auf der Querstrasse den Vortritt lassen (Art. 6 Abs. 2 VRV).5“. Das Blinklicht hebt die Bedeutung „ohne Konflikt“ der allein gezeigten Pfeile (links, rechts oder Kombinationspfeile mit geradeaus) auf und gibt der Situation die verkehrsrechtliche Bedeutung „mit Konflikt“. Ein Pfeilgrün mit Blinker entspricht so der rechtlichen Bedeutung eines Vollgrüns, jedoch mit der Einschränkung, dass nur in die signalisierte Richtung gefahren werden darf. Pfeil gerade mit Blinker wird bei einem Konflikt mit dem Gegenlinksabbieger in der Regel nicht vorgesehen; hier soll dann eine volle Scheibe evtl. mit Beitafel „Pfeil geradeaus“ angebracht werden. Der Warnblinker muss überwacht werden; ein Ausfall der Kammer schaltet die LSA zwingend in den AUS-Zustand.

## Varianten des grünen Pfeils